# Софроний I Сиропул
Софроний I Сиропул (на гръцки: Σωφρόνιος Α Συρόπουλος) е вселенски патриарх от юни 1462 г. до не по-късно от август 1464 г., според някои хронологични трактовки.

## Биография
Често вселенският патриарх Сиропул е отъждествяван с късновизантийския историк Силвестър Сиропул, вероятно приел монашеското име Софроний.
Произхожда от свещеническо семейство. През 1424 г. е ръкоположен за дякон, а през 1437 г. става велик еклесиарх и дикайофилакс (пазител) на Света София и с този сан участва в работата на Фераро-Флорентинския събор на който император Йоан VIII Палеолог сключва уния с католическата църква.
За престоя му на патриаршеския престол не се знае почти нищо. Известен е като такъв от документ с неговото име, датиран от август 1464 г. - с който удостоверява кръста, принадлежал на император Давид II Велики Комнин. Документът вероятно е късен фалшификат, но въпреки това потвърждава, че Софроний е вселенски патриарх по това време. Според някои трактовки, Софроний е предходно митрополит на Хераклея.
Софроний Сиропул съставя обширно есе за работата на Фераро-Флорентийския събор, което е един от основните източници за историята му. В своето есе подробно предава хода и подробностите за дискусиите на събора, ролята на участниците в него и обсъжданията на доктриналните въпроси.